# Бурчун (посёлок)
Посёлок Бурчун (уйг. Бурчун‎, кит. упр. 布尔津镇, пиньинь Bù'ěrjīn zhèn) — посёлок в составе уезда Бурчун округа Алтай Синьцзян-Уйгурского автономного района КНР. Здесь размещается правление уезда.

## Географическое положение
Посёлок находится у места впадения реки Бурчун в Чёрный Иртыш.

## История
Посёлок был образован в 1956 году.

## Административное деление
Посёлок Бурчун состоит из шести общин и одной деревни:
- Община Эхэ (额河社区)
- Община Мэйлифэн (美丽峰社区)
- Община Шэньху (神湖社区)
- Община Байшаньбу (白山布社区)
- Община Юифэн (友谊峰社区)
- Община Цзиньхэ (津河社区)
- Деревня Цекэтай (切克台村)

## Население
В посёлке Бурчун проживает около 18 тысяч человек, представляющих 21 национальность (из них чуть больше половины — китайцы).